# William Lecky

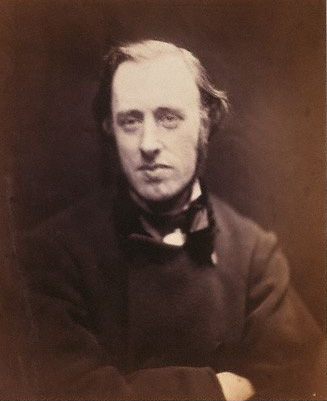
William Lecky

William Edward Hartpole Lecky (ur. 1838, zm. 1903) – angielski historyk i filozof, przedstawiciel pozytywizmu. Zajmował się przede wszystkim badaniem dziejów racjonalizmu, religii oraz moralności. W swoich rozważaniach wychodził z założeń teorii rozwoju społecznego Auguste’a Comte’a i Henry’ego Thomasa Buckle’a.

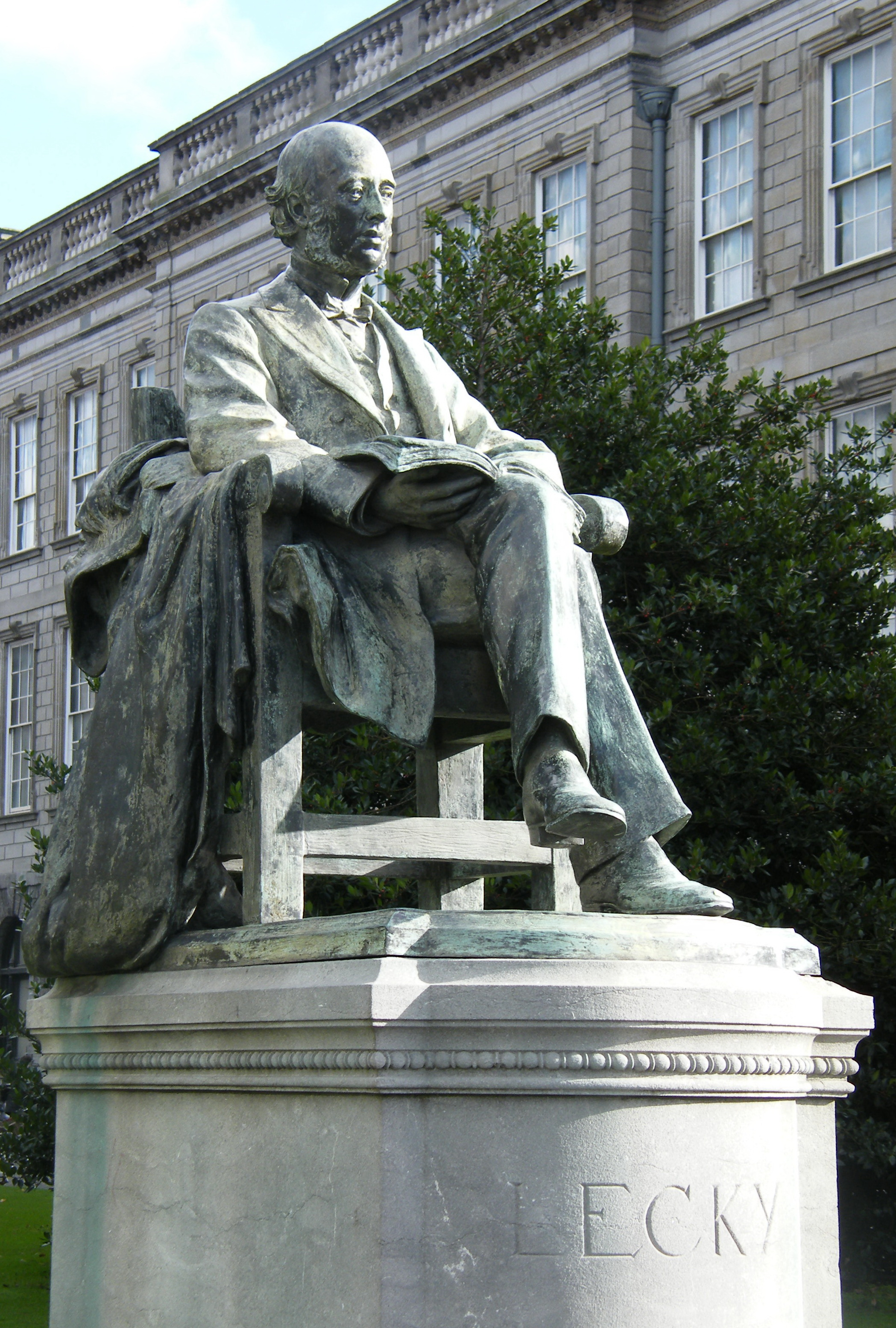
Posąg Lecky’ego w Trinity College w Dublinie

Lecky napisał wiele dzieł historycznych i filozoficznych, między innymi: Dzieje wolnej myśli w Europie, The Religious Tendencies of the Age, Leaders of Public Opinion in Ireland, A History of European Morals from Augustus to Charlemagne, A History of England during the Eighteenth Century, Democracy and Liberty, The Map of Life.
W młodości Lecky studiował teologię i zamierzał zostać pastorem. Jednak poświęcił się karierze naukowej. Przez kilka lat był również członkiem Parlamentu Brytyjskiego.